# Ernst Augustinsson
Pour les articles homonymes, voir Augustinsson.
Johan Ernst Augustinsson, né le 25 juin 1850 à Jönköping et mort le 26 mars 1925 à Halmstad, est un médecin suédois.

## Biographie
Johan Ernst Augustinsson naît le 25 juin 1850 à Jönköping,. Il est le fils de Carl August A. et de Beata Kristina Elisabet Kulberg.
Il devient étudiant à Uppsala en 1871, suit un Bachelor of Medical Sciences (en) en 1877 et est licencié en médecine à l'institut Karolinska de Stockholm en 1882. Il est chirurgien-adjoint et médecin-adjoint à l'hôpital de Sabbatsberg de Stockholm de 1880 à 1883, t.f. médecin à Halmstad de 1882 à 1883, médecin à Oskarshamn de 1883 à 1884 et praticien à Halmstad de 1883.
Il participe en 1897 au congrès international de médecine à Moscou.
Il est contraint de fermer son cabinet dix ans avant son décès pour cause de maladie de Parkinson. Il meurt d'une pneumonie.